# مرگ روی دو پا
مرگ روی دو پا (تقدیم به...) (به انگلیسی: Death on Two Legs (Dedicated to...)) ترانه‌ای از کوئین، گروه راک بریتانیایی است. این ترانه در چهارمین آلبوم استودیویی گروه به نام شبی در اپرا قرار داشت و اولین ترک آلبوم هم محسوب می‌شود. این ترانه توسط فردی مرکوری نوشته شده است و گفته می‌شود که مرکوری در این ترانه نفرت خود را از منیجر سابق کوئین، نورمن شیفلد ابراز داشته است که بر طبق گفته‌ها که در طی سال‌های ۱۹۷۲ تا ۱۹۷۵ با سوءاستفاده از مقام مدیریتی خود، به بدرفتاری با گروه کوئین پرداخته است. ترانه در اواخر سال ۱۹۷۵ در سارم ایست استودیوز ضبط و میکس شد. همانند راپسودی بوهمی، بیشتر قسمت‌های گیتاری ترانه در ابتدا توسط فردی مرکوری بر روی پیانو نواخته شد تا به برایان می نشان دهد که چگونه آنها را باید بر روی گیتار بنوازد.